# Yves de Bellême
Yves de Bellême también Yves d'Alençon (c. 922-1005), fue un noble normando, señor de Bellême, Alençon y Domfront y primer referente de la casa de Bellême, la única familia noble francesa que todavía poseía tierras en Normandía tras la conquista y asentamiento de los vikingos. El condado de Bellême fue creado por Hugo Capeto hacia 940. 
Su figura es históricamente controvertida y confundida con Yves de Creil, su padre, argumento aceptado por la mayoría de historiadores franceses.
Yves de Bellême mantuvo su poder sobre el castillo y las tierras de Bellême a salvo de la corona de Francia, así como Sannois y parte de Passais, que estaban bajo la influencia de los condes de Maine. Yves fue el fundador de una iglesia dedicada a la Virgen María en su castillo de Bellême.

## Herencia
Su esposa se conoce por el nombre de Godeheut (Godehilde) y aunque se desconoce su genealogía, parece que era hermana de Sigefroi de Bellême, obispo de Le Mans. Fruto de esa relación nacieron cinco hijos:
- Guillermo de Bellême (960/5-1028), sucesor de su padre como señor de Bellême.
- Yves de Bellême (m. 1030), abad de Fleury.
- Avesgaud de Bellême (m. 27 de octubre de 1035), obispo de Le Mans.
- Hildeburg (n. 1006), casada con Haimon [Aimon] de Château-du-Loir.
- Godehilde, casada con Hamon el Dentudo, primer barón y señor de Creully, Torigny, Évrecy y Scolasse-sur-Sarthe, pero perdió todo su patrimonio tras el intento de homicidio contra Guillermo el Bastardo y la batalla de Val-ès-Dunes. Godehilde fue madre de Hamon FitzHamon de Crevecoeur.
- Arabella de Bellême (n. 940-?), que fue esposa de Walter Fitz Herbert De La Mare.